# 静岡県道159号沼津港線
静岡県道159号沼津港線（しずおかけんどう159ごう ぬまづこうせん）は、静岡県沼津市を通る、沼津港と沼津市中心部を連絡する一般県道である。

## 概要

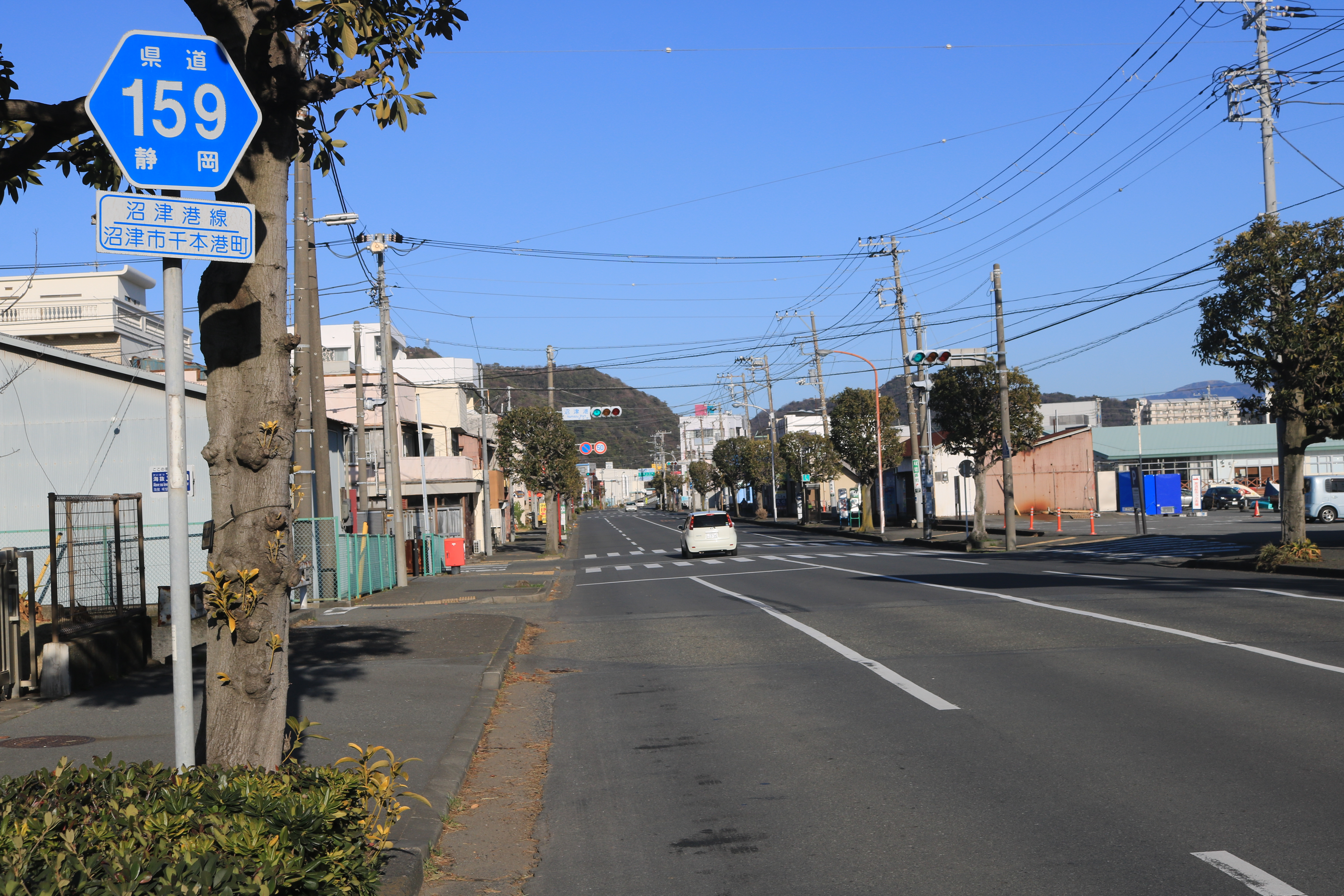
静岡県道159号沼津港線、沼津市千本港町にて

沼津港と静岡県道380号富士清水線（東海道）の交点（大手町交差点）を結ぶ南北約1.85kmの路線。沼津港千本港町の沼津港交差点の西に位置する富士見橋から、千本港町 - 通横町 - 大手町の各交差点を結び、JR沼津駅南口から真っ直ぐに延びる静岡県道52号沼津停車場線の大手町交差点から更に延長上にある道路である。

## 路線状況

### 別名
- さんさん通り

## 地理

### 通過する自治体
- 静岡県
  - 沼津市

### 交差する道路
- 静岡県道139号原木沼津線（通横町交差点）
- 静岡県道160号千本城内線（通横町交差点）
- 静岡県道52号沼津停車場線（大手町交差点）
- 静岡県道380号富士清水線（大手町交差点）

### 沿線
- サンフロント
- 沼津港 沼津魚市場
- 沼津リバーサイドホテル（旧東急ホテル）